# 1959年恆春地震

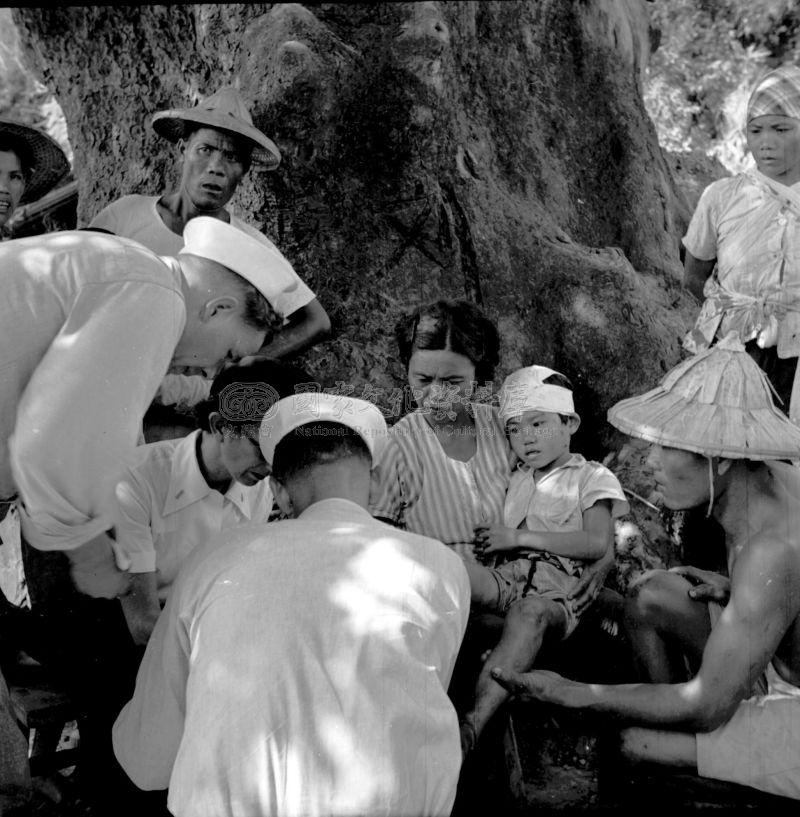
屏東恆春地區地震，美國醫務人員為災民裹傷

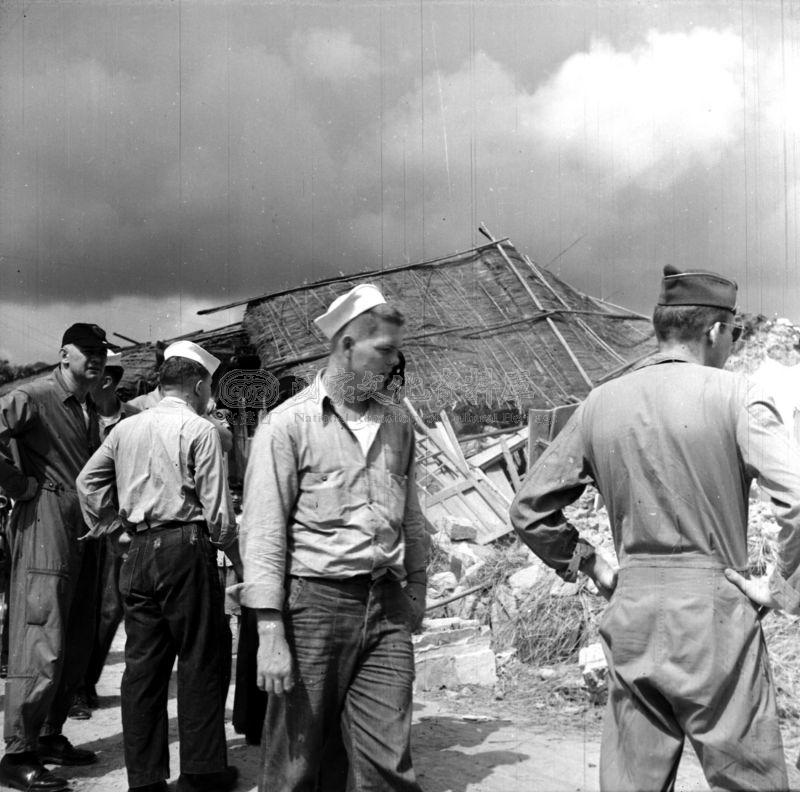
屏東恆春地區地震，駐台美軍人員於滿州鄉協助救災

1959年恆春地震發生於台灣時間1959年8月15日，黎克特制地震震級7.1，總共造成16人（有說法指17人）死亡。

## 經過
該地震發生於1959年8月15日（星期六）當地時間16:57（UTC+8）。震央位於鵝鑾鼻東南方50公里處。其芮氏地震規模7.1，震源深度20公里。在港口溪的入海處，有疑似海嘯的現象。該次地震在全台灣和澎湖群島都感受到不同程度搖晃。地震發生時有地聲。震區出現山崩、地裂、噴沙、冒水等現象。砂島附近發生岩崩，約3000方立米。高雄煉鋼廠廠房建築為磚或鋼筋混凝土結構，牆約50厘米厚，大震後出現裂縫無數。室內外出現地裂，噴泥沙。海口村的地裂自海邊起長約1公里，最大寬度達1米。高雄市一住戶磚牆被震移1米多，部分電桿被震斷。 8月至12月共發生餘震420多次，其中有感餘震60次。

## 傷亡與損失
屏東縣的建築物損壞極多，釀成極大的災害及傷亡。由於此地區房屋簡陋、破舊，震後颱風又襲擊災區，餘震不斷，地震災害擴大。災民16088人，其中無家可歸者5322人，
根據中央氣象局的資料，該地震傷亡與損失如下：
- 17人死亡
- 33人重傷
- 35人輕傷
- 1,214間房屋全倒
- 1,375間房屋半倒

因為恆春半島的地理因素，當地居民使用重石塊建立房屋以抵擋颱風和季風，這樣的結構可以有效抗風，卻不耐震，造成許多房屋倒塌和人員傷亡。
幸運的是，地震發生時間是在下午，大多數人當時仍在戶外工作，因此並沒有太多人因為倒塌房屋傷亡。估計損失（以1959年新台幣幣值計算）為私人房屋24,111,920新台幣，學校建築為6,127,000新台幣，總損失超過3000萬新台幣。